# Hogoro
Hogoro è una circoscrizione rurale (rural ward) della Tanzania situata nel distretto di Kongwa, regione di Dodoma. Conta una popolazione di 17 129 abitanti (censimento 2012).